# Broncos de Humboldt
L'équipe des Broncos de Humboldt est une équipe de hockey sur glace basée à Humboldt, ville de la Saskatchewan au Canada.

## Historique
Les Broncos existent depuis la saison 1970-1971 et participent au championnat junior de la Ligue de hockey junior de la Saskatchewan dès la quatrième saison de celle-ci. Lors de leur deuxième saison, l'équipe remporte le titre de champion de la SJHL, acronyme du nom anglais du championnat Saskatchewan Junior Hockey League.
L'équipe remporte ensuite le championnat en 1972, 1986 et 1987. En 1974, la Coupe Anavet est créée afin de consacrer le vainqueur de la confrontation entre le champion de la SJHL et celui de la Ligue de hockey junior du Manitoba. Les Broncos remportent cette Coupe lors de la finale 1987 après avoir perdu celle de 1986 contre les South Blues de Winnipeg. En 1989, les Broncos remportent une nouvelle fois le championnat et la Coupe Anavet.
En 1996, la Banque royale du Canada introduit une nouvelle coupe pour récompenser le champion des ligues junior de hockey du Canada. Les Broncos remportent leur première Coupe en 2003 puis une deuxième en 2008.
Le 6 avril 2018, alors que l'équipe se rend à Nipawin pour y disputer un match de séries éliminatoires, son bus entre en collision avec un camion, faisant quatorze morts lors de l'accident. Le bilan s'alourdit à seize victimes dans les jours qui suivent alors que deux des blessés succombent à leurs blessures. Trois semaines plus tard, 5 passagers du bus sont encore hospitalisés mais aucun pronostic vital n'est engagé. Un des blessés, Jacob Wassermann, deviendra par la suite para-avironiste et représentera le Canada aux Jeux paralympiques d'été de 2024.

## Statistiques
| No | Saison    | PJ | V  | D  | N  | DP | DTB | BP  | BC  | Pts | Classement                           | Séries éliminatoires                                                         | Entraîneur                |
| -- | --------- | -- | -- | -- | -- | -- | --- | --- | --- | --- | ------------------------------------ | ---------------------------------------------------------------------------- | ------------------------- |
| 1  | 1970-1971 | 36 | 22 | 14 | 0  | -  | -   | 258 | 175 | 44  | 4e SJHL                              |                                                                              |                           |
| 2  | 1971-1972 | 44 | 32 | 12 | 0  | -  | -   | 269 | 168 | 64  | 1er SJHL                             | Champion SJHL                                                                |                           |
| 3  | 1972-1973 | 48 | 29 | 19 | 0  | -  | -   | 242 | 171 | 58  | 2e division Nord                     | Champion SJHL                                                                | Terry Henning             |
| 4  | 1973-1974 | 50 | 25 | 24 | 2  | -  | -   | 259 | 226 | 52  | 4e division Nord                     |                                                                              | Terry Henning             |
| 5  | 1974-1975 | 57 | 25 | 30 | 2  | -  | -   | 281 | 258 | 52  | 5e division Nord                     |                                                                              | Jack Giles                |
| 6  | 1975-1976 | 58 | 30 | 25 | 3  | -  | -   | 272 | 246 | 63  | 3e division Nord                     |                                                                              | Terry Henning Len Mueller |
| 7  | 1976-1977 | 60 | 20 | 38 | 2  | -  | -   | 235 | 325 | 42  | 4e division Nord                     |                                                                              | Dave Balon                |
| 8  | 1977-1978 | 60 | 34 | 25 | 1  | -  | -   | 300 | 269 | 69  | 3e division Nord                     |                                                                              |                           |
| 9  | 1978-1979 | 60 | 31 | 25 | 4  | -  | -   | 297 | 270 | 66  | 3e division Nord                     |                                                                              | Dave Balon                |
| 10 | 1979-1980 | 60 | 23 | 37 | 0  | -  | -   | 275 | 351 | 46  | 4e division Nord                     | Non qualifiés                                                                | Doug Turgeon Dave Balon   |
| 11 | 1980-1981 | 60 | 39 | 19 | 2  | -  | -   | 413 | 291 | 80  | 2e division Nord                     |                                                                              | Doug Turgeon              |
| 12 | 1981-1982 | 60 | 30 | 27 | 3  | -  | -   | 327 | 280 | 63  | 4e division Nord                     | Défaite en quart-de-finale                                                   | Doug Turgeon              |
| 13 | 1982-1983 | 64 | 36 | 26 | 2  | -  | -   | 297 | 235 | 74  | 3e SJHL                              | Défaite au premier tour                                                      | Brent McEwen              |
| 14 | 1983-1984 | 64 | 23 | 40 | 1  | -  | -   | 279 | 317 | 47  | 8e SJHL                              | Défaite au premier tour                                                      | Bernie Lynch              |
| 15 | 1984-1985 | 64 | 35 | 25 | 4  | -  | -   | 327 | 232 | 74  | 5e SJHL                              | Défaite en quart-de-finale                                                   |                           |
| 16 | 1985-1986 | 60 | 56 | 4  | 0  | -  | -   | 469 | 170 | 112 | 1er SJHL                             | Champion SJHL                                                                | Bernie Lynch              |
| 17 | 1986-1987 | 64 | 55 | 9  | 0  | -  | -   | 454 | 223 | 110 | 1er SJHL                             | Champion SJHL Remporte la Coupe Anavet                                       |                           |
| 18 | 1987-1988 | 60 | 51 | 7  | 2  | -  | -   | 370 | 178 | 104 | 2e SJHL                              |                                                                              |                           |
| 19 | 1988-1989 | 64 | 48 | 15 | 1  | -  | -   | 397 | 270 | 97  | 1er SJHL                             | Champion SJHL Remporte la Coupe Anavet                                       |                           |
| 20 | 1989-1990 | 68 | 52 | 14 | 2  | -  | -   | 352 | 267 | 106 | 1er SJHL                             | Défaite en quart-de-finale                                                   |                           |
| 21 | 1990-1991 | 68 | 45 | 20 | 3  | -  | -   | 351 | 267 | 93  | 1er division Nord                    | Défaite en finale                                                            |                           |
| 22 | 1991-1992 | 64 | 37 | 26 | 1  | -  | -   | 284 | 266 | 75  | 2e division Nord                     | Défaite en demi-finale                                                       |                           |
| 23 | 1992-1993 | 64 | 32 | 25 | 7  | -  | -   | 251 | 251 | 71  | 3e division Nord                     | Défaite en demi-finale                                                       |                           |
| 24 | 1993-1994 | 68 | 37 | 25 | 6  | -  | -   | 273 | 251 | 80  | 3e division Nord                     | Défaite en quart-de-finale                                                   | Reid Williams             |
| 25 | 1994-1995 | 64 | 21 | 35 | 8  | -  | -   | 236 | 286 | 50  | 5e division Nord                     | Défaite au premier tour                                                      |                           |
| 26 | 1995-1996 | 64 | 25 | 32 | 7  | -  | -   | 194 | 220 | 57  | 4e division Nord                     | Défaite en quart-de-finale                                                   | Norm Johnston             |
| 27 | 1996-1997 | 64 | 24 | 32 | 8  | -  | -   | 202 | 231 | 56  | 5e division Nord                     | Défaite au premier tour                                                      |                           |
| 28 | 1997-1998 | 64 | 31 | 24 | 9  | -  | -   | 245 | 242 | 71  | 4e division Nord                     | Défaite au premier tour                                                      |                           |
| 29 | 1998-1999 | 66 | 35 | 28 | 3  | -  | -   | 248 | 251 | 73  | 3e division Nord                     | Défaite en finale                                                            |                           |
| 30 | 1999-2000 | 60 | 28 | 25 | 7  | -  | -   | 203 | 224 | 63  | 4e division Nord                     | Défaite en demi-finale                                                       |                           |
| 31 | 2000-2001 | 62 | 29 | 25 | 0  | 8  | -   | 208 | 217 | 66  | 4e division Dodge                    | Défaite en quart-de-finale                                                   |                           |
| 32 | 2001-2002 | 64 | 38 | 17 | 0  | 9  | -   | 248 | 184 | 85  | 2e division Sherwood                 | Finaliste                                                                    |                           |
| 33 | 2002-2003 | 60 | 39 | 12 | 6  | 3  | -   | 254 | 191 | 87  | 1er SJHL                             | Champion SJHL Remporte la Coupe Anavet Remporte la Coupe de la Banque royale | Bob Beatty                |
| 34 | 2003-2004 | 60 | 35 | 14 | 10 | 1  | -   | 214 | 151 | 81  | 1er division Itech                   | Défaite en demi-finale                                                       |                           |
| 35 | 2004-2005 | 55 | 27 | 23 | 2  | 3  | -   | 176 | 164 | 59  | 4e division Sherwood                 | Défaite en quart-de-finale                                                   |                           |
| 36 | 2005-2006 | 55 | 18 | 28 | 3  | 6  | -   | 146 | 201 | 45  | 5e division Sherwood                 | Défaite au premier tour                                                      |                           |
| 37 | 2006-2007 | 58 | 41 | 14 | 0  | 0  | 3   | 241 | 173 | 85  | 1er division Itech                   | Champion SJHL                                                                |                           |
| 38 | 2007-2008 | 58 | 48 | 9  | 0  | 0  | 1   | 235 | 113 | 97  | 1er division Itech                   | Champion SJHL Remporte la Coupe Anavet Remporte la Coupe de la Banque royale |                           |
| 39 | 2008-2009 | 56 | 45 | 8  | -  | 1  | 2   | 249 | 130 | 93  | 1er division Itech                   |                                                                              |                           |
| 40 | 2009-2010 |    |    |    |    |    |     | 160 | 179 | 47  | 4e division Itech                    |                                                                              |                           |
| 41 | 2010-2011 | 58 | 33 | 24 | -  | 0  | 1   | 216 | 198 | 67  | 3e division Bauer                    | Défaite au deuxième tour                                                     | Dean Brockman             |
| 42 | 2011-2012 | 58 | 42 | 11 | -  | 2  | 3   | 240 | 145 | 89  | 1er division Bauer                   | Champion SJHL Remporte la Coupe Anavet                                       | Dean Brockman             |
| 43 | 2012-2013 | 54 | 36 | 14 | -  | 2  | 2   | 185 | 120 | 76  | 1er division Nord                    | Finaliste                                                                    | Dean Brockman             |
| 44 | 2013-2014 | 56 | 31 | 20 | -  | 1  | 4   | 146 | 132 | 67  | 3e division Kramer                   | Défaite au troisième tour                                                    | Dean Brockman             |
| 45 | 2014-2015 | 56 | 24 | 25 | -  | 5  | 2   | 152 | 163 | 55  | 4e division Kramer                   | Défaite au premier tour                                                      |                           |
| 46 | 2015-2016 | 58 | 17 | 36 | -  | 4  | 1   | 165 | 245 | 39  | 4e division Finning                  | Non qualifiés                                                                | Darcy Haugan              |
| 47 | 2016-2017 | 58 | 31 | 25 | -  | 1  | 1   | 178 | 178 | 64  | 2e division Olympic Buildings        | Défaite au deuxième tour                                                     | Darcy Haugan              |
| 48 | 2017-2018 | 58 | 33 | 19 | -  | 3  | 3   | 203 | 165 | 72  | 2e division Global Ag Risk Solutions |                                                                              | Darcy Haugan              |